# Charles Hueber
Charles Hueber (Guebwiller, 1883 – Estrasburg, 1943) fou un sindicalista i polític alsacià. Treballà com a obrer, i milità al Partit Socialdemòcrata d'Alemanya, del que en fou secretari permanent el 1910. Fou un dels líders del moviment revolucionari alsacià de 1918, i com a sindicalista del metall, organitzà les vagues de 1920 
Després del Congrés de Tours del SFIO el 1920, ingressà al Partit Comunista Francès, del que en fou secretari al Baix Rin i diputat a l'Assemblea Nacional Francesa de 1924 a 1929, on es distingí per donar suport a l'autonomisme alsacià. El 1929 fou elegit alcalde d'Estrasburg en una curiosa aliança entre comunistes i autonomistes alsacians de la Unió Popular Republicana, anomenada Volksfront. Entre altres mesures, va fer penjar la Rot un Wiss a l'ajuntament. El 1935 fou derrotat en l'alcaldia per Charles Frey i el 1936 fou elegit novament diputat amb els Independents d'Acció Popular, encara que després es passà al Partit d'Unitat Proletària. El 1939 es va unir al Landespartei, prohitlerià. Quan va morir el 1943 fou enterrat amb honors per les autoritats d'ocupació nazis.